# サッカーニジェール代表
サッカーニジェール代表（サッカーニジェールだいひょう）は、ニジェールサッカー協会によって構成される、ニジェールのサッカーのナショナルチームである。ホームスタジアムは、首都ニアメにあるスタッド・ジェネラル・セイニ・クンチェ。
チーム愛称である「Ménas」は、ニジェールを象徴する動物ダマガゼルのハウサ語名から。ユニフォームはニジェールの国旗と同じ「白・オレンジ・緑」を基調としている。

## 成績

### FIFAワールドカップ
- 1962 - 不参加
- 1966 - 不参加
- 1970 - 不参加
- 1974 - 不参加
- 1978 - 予選敗退
- 1982 - 予選敗退
- 1986 - 棄権
- 1990 - 不参加
- 1994 - 予選敗退
- 1998 - 棄権
- 2002 - 不参加
- 2006 - 予選敗退
- 2010 - 予選敗退
- 2014 - 予選敗退
- 2018 - 予選敗退
- 2022 - 予選敗退

### アフリカネイションズカップ
- 1957 - 不参加
- 1959 - 不参加
- 1962 - 不参加
- 1963 - 不参加
- 1965 - 不参加
- 1968 - 不参加
- 1970 - 予選敗退
- 1972 - 予選敗退
- 1974 - 棄権
- 1976 - 予選敗退
- 1978 - 棄権
- 1980 - 棄権
- 1982 - 不参加
- 1984 - 予選敗退
- 1986 - 不参加
- 1988 - 不参加
- 1990 - 不参加
- 1992 - 予選敗退
- 1994 - 予選敗退
- 1996 - 棄権
- 1998 - 棄権
- 2000 - 予選敗退
- 2002 - 予選敗退
- 2004 - 予選敗退
- 2006 - 予選敗退
- 2008 - 予選敗退
- 2010 - 予選敗退
- 2012 - グループリーグ敗退
- 2013 - グループリーグ敗退
- 2015 - 予選敗退
- 2017 - 予選敗退
- 2019 - 予選敗退
- 2021 - 予選敗退
- 2023 - 予選敗退

## 歴代監督
- パトリス・ヌヴー 1999-2000
- ジャン＝イブ・チャイ 2000
- ヨー・マルシャル 2002-2003
- バナ・チャニレ 2006-2007
- ハメイ・アマドゥ 2007-2008
- ダン・アンヘレスク 2008
- フレデリック・コスタ 2008-2009
- ハロウナ・ドゥーラ・ガブデ 2009-2012
- ローランド・コービス 2012
- ゲルノト・ロール 2012-2014
- シェイク・オマール・ディアベート 2014-2015
- フランソワ・ザホイ 2015-2019
- ジャン＝ギュイ・ワレンメ 2019-2020
- ジャン=ミシェル・カヴァッリ 2020-